# Cantó de Thury-Harcourt
El cantó de Thury-Harcourt és un cantó francès del departament de Calvados, situat al districte de Caen. Té 26 municipis i el cap es Thury-Harcourt.

## Municipis
- Acqueville
- Angoville
- Le Bô
- Caumont-sur-Orne
- Cauville
- Cesny-Bois-Halbout
- Clécy
- Combray
- Cossesseville
- Croisilles
- Culey-le-Patry
- Donnay
- Espins
- Esson
- Martainville
- Meslay
- Placy
- La Pommeraye
- Saint-Denis-de-Méré
- Saint-Lambert
- Saint-Omer
- Saint-Rémy
- Thury-Harcourt
- Tournebu
- Le Vey
- La Villette

## Història
| Data d'elecció                           | Identitat       | Partit        | Qualitat |
| ---------------------------------------- | --------------- | ------------- | -------- |
| 1945-1976                                | Robert Gautier  | Divers droite |          |
| 1976-2001                                | Jacques Gautier | Divers droite |          |
| 2001-                                    | Paul Chandelier | Divers droite |          |
| les dades anteriors no són pas conegudes |                 |               |          |
|                                          |                 |               |          |

## Demografia
| A partir de 1990: Població sense dobles comptes |